# Miód i dym
Miód i dym – szósty solowy album Anity Lipnickiej, nagrany z zespołem The Hats. Ukazał się 17 listopada 2017, wydawcą jest Warner Music Poland / Pomaton. Materiał powstał nad jeziorem w Górach Sowich.
Płyta zajęła 21. miejsce wśród 30 najlepszych polskich albumów roku 2017 w rankingu redakcji serwisu All About Music. Została też nominowana do nagrody „Fryderyk 2018” w kategorii „Album Roku Pop”.

## Lista utworów
Kompozycje i słowa są autorstwa Anity Lipnickiej (chyba że zaznaczono przy utworze inaczej).
| 1.  | „Z miasta”                                                                     | 4:26  |
|     |                                                                                |       |
| 2.  | „Chcę tu zostać”                                                               | 3:38  |
|     |                                                                                |       |
| 3.  | „Raj”muz. Anita Lipnicka & The Hats, sł. Anita Lipnicka                        | 3:19  |
|     |                                                                                |       |
| 4.  | „Big City” muz. John Porter, sł. John Porter i Anita Lipnicka                  | 3:02  |
|     |                                                                                |       |
| 5.  | „Jak Bonnie i Clyde”                                                           | 4:03  |
|     |                                                                                |       |
| 6.  | „Diamond of Your Heart” muz. John Porter, sł. John Porter i Anita Lipnicka     | 4:39  |
|     |                                                                                |       |
| 7.  | „Za Tobą”                                                                      | 3:48  |
|     |                                                                                |       |
| 8.  | „Back To the Sea”muz. Anita Lipnicka i Piotr Świętoniowski, sł. Anita Lipnicka | 2:46  |
|     |                                                                                |       |
| 9.  | „Ptasiek” muz. Nick Talbot, sł. Anita Lipnicka                                 | 3:59  |
|     |                                                                                |       |
| 10. | „Let It Rest”                                                                  | 4:41  |
|     |                                                                                |       |
| 11. | „Lot anioła”                                                                   | 4:05  |
|     |                                                                                |       |
| 12. | „Tęczowa”muz. i sł. Anita Lipnicka & The Hats                                  | 4:57  |
|     |                                                                                |       |
| 13. | „Whiskey Song”muz. John Porter, sł. Anita Lipnicka                             | 2:32  |
|     |                                                                                |       |
|     |                                                                                | 49:55 |
|     |                                                                                |       |

## Twórcy
- Anita Lipnicka – głos, banjo (4), gitara akustyczna (7)

The Hats
- Piotrek Świętoniowski – fortepian, pianino, Hammond Wurlitzer, Rhodes, inne instrumenty klawiszowe, gitara akustyczna (13)
- Bartek Miarka – gitara akustyczna, gitara akustyczna, gitara tenorowa Martin, Dobro, banjo
- Bartosz Niebielecki – bębny, instrumenty perkusyjne
- Kamil Pełka – bas, gitara akustyczna (13)

gościnnie
- Łukasz Olejarczyk – ozdoby i dekoracje, szumy, szmery, sample, klarnet (7), bontempi (13), kalimba (7)
- Tomasz Makowiecki – głosy (5)
- Julia Pietrucha – głosy (12)
- Fismoll – głosy (8)
- Ralph Kaminski – głosy (12)

Kwartet smyczkowy w składzie:
Małgorzata Gogut-Ślanda – skrzypce I
Olga Kwiatek – skrzypce II
Ewa Hofman – altówka
Bożena Kotwińska – wiolonczela

## Notowane utwory
| Rok  | Tytuł                | Pozycja na liście | Pozycja na liście | Pozycja na liście | Pozycja na liście |
| Rok  | Tytuł                | LP3               | Wietrzne Radio    | Radio Poznań      | Radio Szczecin    |
| ---- | -------------------- | ----------------- | ----------------- | ----------------- | ----------------- |
| 2016 | „Ptasiek”            | 2                 | 3                 | 4                 | 14                |
| 2017 | „Z miasta”           | 6                 | –                 | 1                 | 24                |
| 2017 | „Raj”                | 24                | –                 | 8                 | –                 |
| 2018 | „Jak Bonnie i Clyde” | 11                | –                 | –                 | 41                |

## Sprzedaż
| Lista | Kraj   | Pozycja |
| ----- | ------ | ------- |
| OLiS  | Polska | 13      |